# Markt 8 (Neustrelitz)

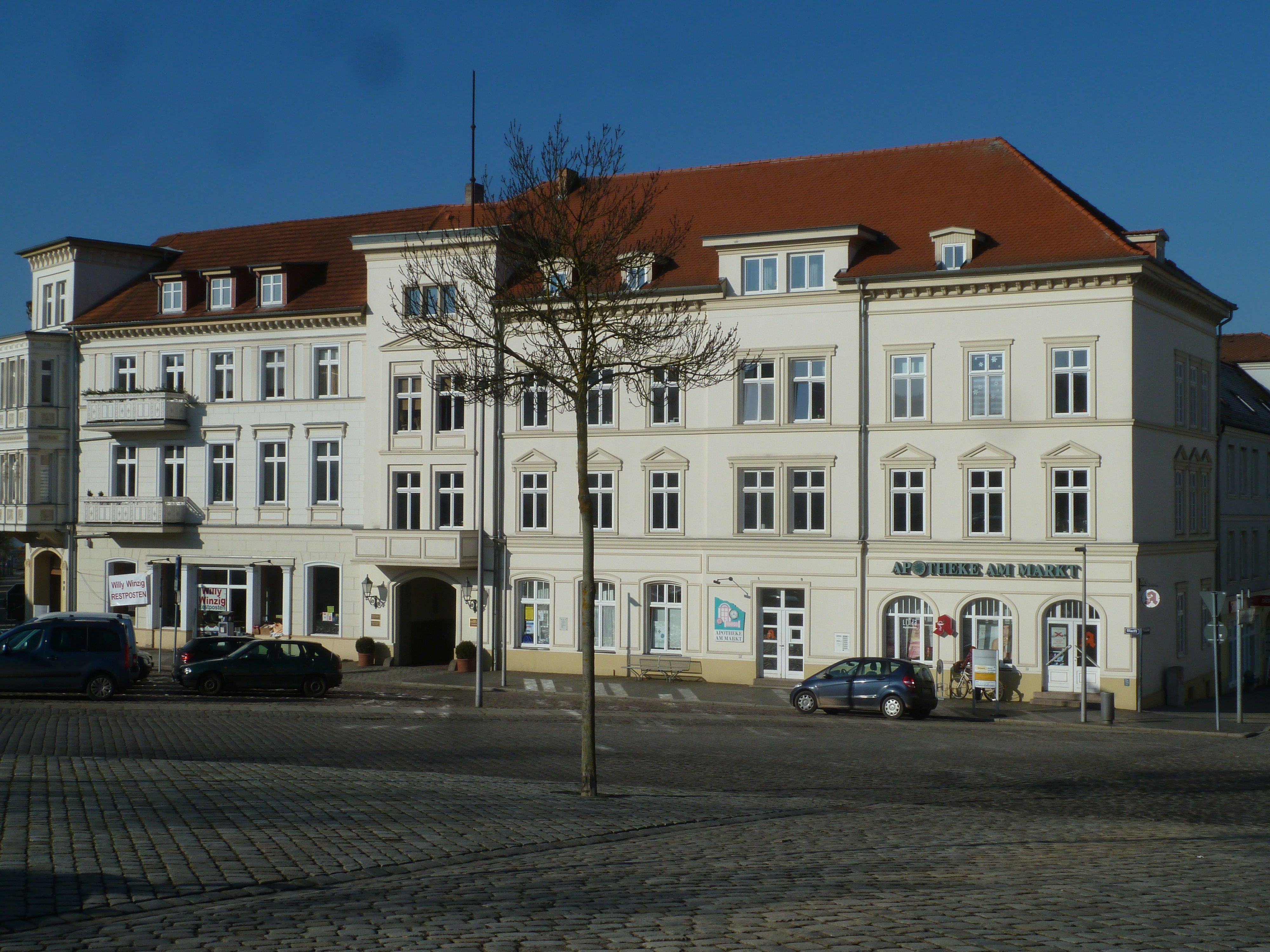
Nr. 8: links

Das Wohn- und Geschäftshaus Markt 8 in Neustrelitz (Mecklenburg-Vorpommern) an der Westseite des Markts, wurde um 1900 gebaut.
Das Gebäude steht unter Denkmalschutz.

## Geschichte
Die Residenzstadt Neustrelitz mit 20.151 Einwohnern (2020) wurde erstmals 1732 erwähnt.
Das drei- und viergeschossige Eckgebäude mit einer markanten Eckausbildung steht an dem prägenden quadratischen Markt mit seinen acht Straßen. Das Gebäude bildet mit der Nr. 9 ein Ensemble. Hier befindet sich ein Bistro. Es wurde 1996/97 im Rahmen der Städtebauförderung saniert.